# Tirotropina
La hormona estimulante de la tiroides, tirotropina, hormona tiroestimulante u hormona tirotrópica (abreviada TSH, del inglés Thyroid-Stimulating Hormone) es una hormona producida por la adenohipófisis que regula la producción de hormonas tiroideas por la glándula tiroides.

La TSH es una glucoproteína secretada por el lóbulo anterior de la hipófisis (adenohipófisis) que aumenta la secreción de las hormonas tiroideas: tiroxina (T4) y triyodotironina (T3).

## Características
La TSH es un heterodímero con una subunidad α (gonadotropina coriónica α CGA) y una subunidad β (TSHβ). Esta última determina la especificidad hormonal de la TSH, es la subunidad funcional (TSHβ) y tiene 112 aminoácidos (aa).

Con un peso molecular de unos 28.000 uma, aproximadamente, esta hormona produce unos efectos específicos sobre la glándula tiroides, como el aumento de la proteólisis de tiroglobulina (proteína yodada que proporciona los aminoácidos para la síntesis de las hormonas tiroideas), lo que hace que se libere tiroxina y triyodotironina a la sangre; el aumento de la actividad de la bomba de yodo; el aumento de la actividad secretora y del tamaño de las células tiroideas, y el aumento de la yodación del aminoácido tirosina, entre otros.

## Efectos de la TSH
El órgano diana de la tirotropina (TSH) es la  glándula tiroides.
- La TSH aumenta la secreción de tiroxina (T4) y triyodotironina (T3) por las glándulas tiroides.

- Aumenta la proteolisis de la tiroglobulina intrafolicular, con lo que aumenta la liberación de hormona tiroidea hacia la sangre circulante y disminuye la substancia folicular misma.

- Aumenta la actividad de la bomba de yodo que incrementa el índice de captación de yoduro en las células glandulares.

- Aumenta la yodación de la tirosina y de su acoplamiento para formar hormonas tiroideas.

- Aumenta el tamaño y la función secretoria de células tiroideas.

- Aumenta el número de células de las glándulas y hace que se transformen de cuboides en cilíndricas

- La estimulación eléctrica del área paraventricular del hipotálamo aumenta la secreción prehipofisiaria de TSH y en consecuencia aumenta la actividad de la glándula tiroides.

## Control de secreción de la TSH
La Tirotropina (TSH) está controlada por la secreción desde el hipotálamo de su hormona liberadora de tirotropina (TRH). La hormona TRH hipotalámica ejerce su acción, a través del sistema porta hipotálamo-hipófisis, sobre las células Tirotropas de la adenohipófisis, estimulando la secreción de TSH por estas.
La exposición al frío aumenta el ritmo de secreción de TRH por el hipotálamo. Se ha comprobado que los seres humanos que se desplazan a regiones árticas tienen metabolismos basales de 15-20% superiores al normal.

El estrés y la ansiedad provocan una baja aguda en la secreción de TSH, por efecto de la hipertermia sobre las células TRH del hipotálamo.

### Regulación por retroalimentación de la secreción tiroidea
Cuando la hormona tiroidea (T4) está aumentada en los líquidos corporales, disminuye la secreción de hormona estimulante de la tiroides (TSH) por la hipófisis anterior.
Esta inhibición de la secreción de TSH principalmente es debido a un efecto de retroalimentación directa de esta glándula, pero quizás, en forma secundaria, a causa de efectos mucho más débiles que actúan a través del hipotálamo.[cita requerida]

Se ha sugerido que la hormona tiroidea reduce el número de receptores TRH en las células que secretan hormonas tiroestimulante. Por tanto, disminuyen considerablemente en estas células el efecto estimulante de la hormona de liberación de tirotropina del hipotálamo. [cita requerida]

El efecto del mecanismo de retroalimentación consiste en conservar en los líquidos circulantes del organismo una concentración casi constante de hormona tiroidea libre. Si hay un efecto de retroalimentación, a través del hipotálamo, además de la referida anteriormente, opera muy despacio y podría ser causado en parte por cambios en la temperatura del termostato hipotalámico, que ejerce efectos importantes en el control del sistema de la hormona tiroidea.[cita requerida]

## Uso diagnóstico
Los niveles de TSH se miden en la sangre de pacientes sospechosos de sufrir de deficiencia (hipotiroidismo), o exceso (hipertiroidismo) de la hormona tiroidea. Si bien el rango normal para TSH está entre 0,38 y 4,84 mIU/mL, con valores mayores a 2 mIU/mL (con valores normales de T4) se podría sospechar de predisposición a desarrollar hipotiroidismo en un futuro. Esto se considera hipotiroidismo subclínico y debe estar bajo observación médica. La hormona T3 también debe ser tomada en cuenta.
| Fuente de la patología | nivel de TSH | nivel de hormona tiroidea | Condiciones para enfermar                                                                                |
| hipotálamo/pituitaria  | alto         | alto                      | benigno tumor de la pituitaria, resistencia a hormonas tiroideas o anticuerpos contra hormonas tiroideas |
| hipotálamo/pituitaria  | bajo         | bajo                      | hipopituitarismo                                                                                         |
| tiroides               | bajo         | alto                      | hipertiroidismo o Enfermedad de Graves Basedow                                                           |
| tiroides               | alto         | bajo                      | hipotiroidismo congénito (cretinismo), hipotiroidismo o resistencia a la hormona tiroidea                |

Claramente, tanto TSH como T3 y T4 deberían medirse para aseverar donde la disfunción específica tiroides es causada por la pituitaria o por la enfermedad tiroides primaria. Si ambas suben (o bajan) luego el problema esté probablemente en la pituitaria. Si el componente (TSH) está alto, y los otros (T3 y T4) están bajos, luego la patología esté probablemente en la tiroides. Lo mismo ocurre para un bajo TSH, alto T3 y T4.